# Lumpkin, Georgia
Lumpkin är administrativ huvudort i Stewart County i Georgia. Orten har fått namn efter politikern Wilson Lumpkin. Vid 2010 års folkräkning hade Lumpkin 2 741 invånare.